# Jarell Quansah
Jarell Amorin Quansah (* 29. Januar 2003 in Warrington) ist ein englischer Fußballspieler, der bei Bayer 04 Leverkusen unter Vertrag steht. Er ist ein rechtsfüßiger Innenverteidiger, der in seiner Jugend auch regelmäßig als Rechtsverteidiger gespielt hat.

## Karriere

### Verein
Quansah kam im Alter von fünf Jahren von den Woolston Rovers aus seiner Heimatstadt Warrington zum FC Liverpool. Quansah unterzeichnete am 4. Februar 2021 einen Profivertrag bei dem Premier-League-Klub. Nachdem er den Verein als Teamkapitän in der UEFA Youth League vertreten und bei einigen Spielen im Mannschaftskader gestanden hatte, wechselte Quansah im Januar 2023 auf Leihbasis bis zum Ende der Saison 2022/23 zu den Bristol Rovers in die drittklassige League One. Sein Debüt gab er am 28. Januar, als er bei der 1:5-Niederlage gegen Morecambe FC in der Startelf stand. Für den Verein kam er insgesamt 16-mal in der League One zum Einsatz, bevor er zu Liverpool zurückkehrte.
Am 27. August 2023 gab Quansah sein Profidebüt für Liverpool, als er beim 2:1-Sieg gegen Newcastle United für Joël Matip eingewechselt wurde. Am 16. September kam er beim 3:1-Sieg gegen die Wolverhampton Wanderers zu seinem ersten Startelfeinsatz für den Verein. Quansah wurde in der Saison 2024/25 mit Liverpool englischer Meister, wobei er in 13 Spielen zum Einsatz kam.
Am 2. Juli 2024 wurde bekannt, dass Quansah zu Bayer 04 Leverkusen wechselt und dort einen Vertrag bis Sommer 2030 erhält. Berichten zufolge sicherte sich Liverpool eine Rückkaufoption.

### Nationalmannschaft
Aufgrund seiner Abstammung wäre Quansah für die Nationalmannschaften von England, Schottland, Ghana und Barbados spielberechtigt. Er kam für verschiedene Jugendmannschaften Englands zum Einsatz. Im Juni 2022 wurde Quansah in den Kader Englands für die U19-Europameisterschaft 2022 berufen. Er stand in allen Spielen als Innenverteidiger auf dem Platz und spielte eine wichtige Rolle bei Englands Turniersieg. Beim 2:1-Halbfinalsieg gegen Italien erzielte er den Siegtreffer und im Finale gegen Israel gab er einen Assist. Aufgrund seiner guten Leistungen wurde er ins Team des Turniers gewählt.
Bei der U-21-Europameisterschaft 2025 kam Quansah in allen Spielen des englischen Teams zum Einsatz und gewann den Titel.

## Titel
Verein
- Englischer Meister: 2025 (FC Liverpool)
- Englischer Ligapokalsieger: 2024 (FC Liverpool)

Nationalmannschaft
- U21-Europameister: 2025
- U19-Europameister: 2022